# Хав'єр Маргас
Хав'єр Лусіано Маргас Лойола (ісп. Javier Luciano Margas Loyola, нар. 10 травня 1969, Сантьяго) — чилійський футболіст, що грав на позиції правого захисника.
Виступав, зокрема, за клуб «Коло-Коло», а також національну збірну Чилі, у складі якого був учасником чемпіонату світу 1998 року.
П'ятиразовий чемпіон Чилі. Володар Кубка Лібертадорес. Переможець Рекопи Південної Америки. 

## Клубна кар'єра
У дорослому футболі дебютував 1988 року виступами за команду клубу «Коло-Коло», в якій провів сім сезонів, взявши участь у 160 матчах чемпіонату. Більшість часу, проведеного у складі «Коло-Коло», був основним гравцем захисту команди. За цей час виборов титул володаря Кубка Лібертадорес, ставав переможцем Рекопи Південної Америки, чотири рази ставав чемпіоном Чилі.
1995 року став гравцем мексиканського клубу «Америка», в якому, утім, не зміг стати гравцем основного складу і наступного року повернувся до «Коло-Коло». А протягом 1997–1998 років був гравцем «Універсідад Католіка», у складі якого здобув свій п'ятий титул чемпіона Чилі.
Після чемпіонату світу 1998 року перебрався до Англії, перейшовши за 2 мільйони фунтів до «Вест Гем Юнайтед». В англійській команді був резервним гравцем на позиції правого оборонця і вболівальникам клубу запам'ятався не стільки грою, як яскравими зачісками, а також скандальним залишенням розташування команди, тоді зниклого чилійся вдалося знайти лише за два тижні на батьківщині. Завершив футбольну кар'єру по завершенні контракту з «Вест Гемом» 2001 року. 

## Виступи за збірні
1987 року залучався до складу молодіжної збірної Чилі.
1990 року дебютував в офіційних матчах у складі національної збірної Чилі. Протягом кар'єри у національній команді, яка тривала 11 років, провів у формі головної команди країни 63 матчі, забивши 6 голів.
Учасник чемпіонату світу 1998 року у Франції. На світовій першості взяв участь у всіх трьох іграх групового етапу, за результатами яких чилійці з другого місця вийшли до плей-оф, а також у програному з рахунком 1:4 матчі 1/8 фіналу проти збірної Бразилії. Був помітною фігурою на полях чемпіонату світу через яскраву зачіску — пофарбував волосся у кольори національного прапору Чилі.
У складі збірної також був учасником п'яти розіграшів Кубка Америки: 1991, 1993, 1995, 1997, а також 1999 років.

## Титули і досягнення
- Чемпіон Чилі (5):

«Коло-Коло»: 1989, 1990, 1991, 1993
«Універсідад Католіка»:  Апертура 1997
- Володар Кубка Лібертадорес (1):

«Коло-Коло»: 1991
- Переможець Рекопи Південної Америки (1):

«Коло-Коло»: 1992
- Бронзовий призер Кубка Америки: 1991